# Vinicio Capossela
Vinicio Capossela (n. Hanóver, Alemania, 14 de diciembre de 1965 (59 años)) es un cantautor y multiinstrumentista italiano. Nacido en Alemania, es de padres oriundos de Irpinia, en la Campania italiana (su padre, Vito, es de Calitri, su madre de Andretta). Fue bautizado Vinicio en homenaje al famoso acordeonista Vinicio, autor de numerosos álbumes durante los años 1960, y del cual su padre era fan.
Vuelve poco después a Italia con su familia. Creció artísticamente en el circuito underground de la región Emilia-Romaña, hasta ser descubierto y lanzado por Francesco Guccini. Vive desde hace casi 20 años en Milán. El nuevo milenio lo acerca nuevamente a Irpinia, y le otorgan la ciudadanía honoraria del ayuntamiento de Calitri en honor a su creatividad.
Lector de la literatura del siglo XX, Capossela ha escrito también un libro: No se muere todas las mañanas, publicado en marzo de 2004.

## Carrera
Su álbum debut, A ll'una e trentacinque circa (Alrededor de la una y treinta y cinco), se publica en 1990 y se adjudica la Targa Tenco entre las óperas primas. Le sigue Modì, que toma el nombre de la canción homónima dedicada al pintor Amedeo Modigliani; una balada lenta y conmovedora que cuenta el romance entre el pintor livornés y Jeanne Hébuterne, desde la mirada subjetiva de la mujer. Entre otras canciones del álbum figura "E allora mambo" ("Y ahora mambo"), que acompaña los créditos finales de la película Non chiamarmi Omar (No me llamen Omar), en la cual el mismo Capossela recita y que formaría parte de la banda sonora del film de Luca Bizarri y Paolo Kessisoglu. El disco siguiente, Camera a sud (Habitación al sur), se liga al cine de manera mucho más fuerte que el anterior, con "Che coss'è l'amor", que integra la banda sonora de La hora de la religión de Marco Bellocchio, y también una escena del film Tres hombres y una pierna de Massimo Venier, inspirado en la película La strada de Federico Fellini.
En 1996 lanza Il ballo di San Vito (El baile de San Vito), álbum definido por el propio Vinicio no como un disco, sino como una historia. Sin embargo, con canciones como "Accolita dei rancorosi" (Acólito de los rencorosos), adaptación libre de La hermandad de la uva de John Fante, también con "L'affondamento del Cinastic" (que narra el fallido experimento del café literario de Henry "Hank" Chinaski de San Giuliano Milanese) y con  "Corvo torvo" (Cuervo sombrío), probablemente inspirado en El cuento del Intendente, de Los cuentos de Canterbury. En particular es evidente la influencia deTom Waits, ya presente en los discos anteriores y que continuaría marcando fuertemente a Capossela, en el estudio y en vivo.
Del repertorio de Capossela se destacan "La pioggia di novembre" ("La lluvia de Noviembre"), escrita por Lucia Vasini, y "Tanco del Murazzo", traducido por Paolo Rossi (actor) como "Tango de los furiosos" (forma parte del repertorio de la transmisión televisiva italiana de Il laureato. Aunque también  Liveinvolvo, con la participación de la Kočani Orkestar, y, en el 2000, Canzoni a manovella (Canciones a manija), en la cual son dignas de relieve las canciones, "Bardamu", inspirada en el protagonista del famoso Viaje al fin de la noche de Louis-Ferdinand Céline, "Decervellamento" ("Descerebramiento"),  "Contratto per Karelias" ("Contrato para Karelias"), una canción del rebético traducida del griego original por Márkos Vamvakáris del nombre Φραγκοσυριανή, y "Con una rosa", adaptación del cuento El ruiseñor y la rosa de Oscar Wilde.
En 2001 es invitado a Satyricon (programma televisivo) por Daniele Luttazzi, en el cual después de haber hablado, entre otras cosas, del disco Canzoni a manovella, de sus orígenes y de patafísica, ejecuta "Con una rosa", canción extraída de su último disco.
El álbum Canzoni a manovella es premiado por el Club Tenco con la Targa Tenco al mejor álbum, empatado con "Amore nel pomeriggio" ("Amor al atardecer") de Francesco de Gregori.
En 2003, Capossela lanza un álbum recopilatorio: L'indispensabile, con un cover de "Si è spento il sole" ("Se apagó el sol") de Adriano Celentano.
En el 2006 publica el álbum Ovunque proteggi: el guitarrista es aún Marc Ribot, colaborador habitual de Tom Waits, ya aparecido en la guitarra de discos como Il ballo di San Vito y Canzoni a manovella, así como  "Scatà Scatà (scatafascio)" presente en el álbum Liveinvolvo. El disco gana la Targa Tenco. Del álbum son extraídos como singles radiofónicos las canciones "Ovunque Proteggi" ("Protector doquier"), "Brucia Troia" (Arde Troya), "Medusa Cha Cha Cha" y "Dalla Parte di Spessotto" ("De parte de Spessotto"). El álbum obtiene excelentes respuestas de venta, alcanzando el segundo puesto a pocos días de su lanzamiento. También en noviembre de 2006, graba Nel niente sotto il sole - Grand tour 2006, de su gira 2006. Por este concierto recibe el Erizo de Plata del célebre orfebre Gerardo Sacco por "Mejor teatro en vivo" del año, principal reconocimiento de Fatti di Musica, prueba ideada y dirigida por Ruggero Pegna, que presenta y premia algunos conciertos de autor de mayor suceso de cada temporada.
El 18 de agosto de 2008, protesta contra la decisión del gobierno de Silvio Berlusconi de crear un vertedero en la meseta del Formicoso en la localidad de Pero Spaccone y da un concierto en Andretta (pueblo natal materno) para apoyar a la población local en la causa de la crisis de los residuos en Campania. Durante el concierto, además de cantar canciones de su repertorio, se divierte leyendo y cantando populares de Irpinia y algún cover de Matteo Salvatore junto a los amigos de la banda del correo de Calitri (formada por Matalena, Tottacreta, il Parrucchiere e Rocco Briuolo) y "Ciccillo" Di Benedetto, el histórico restaurante citado en la canción "Al veglione".
El 17 de octubre de 2008, se lanzó Da solo, su décimo álbum, quedando entre los finalistas en la Targa Tenco 2009 como mejor disco del año y siendo superado por "Luna persa" de Max Manfredi.

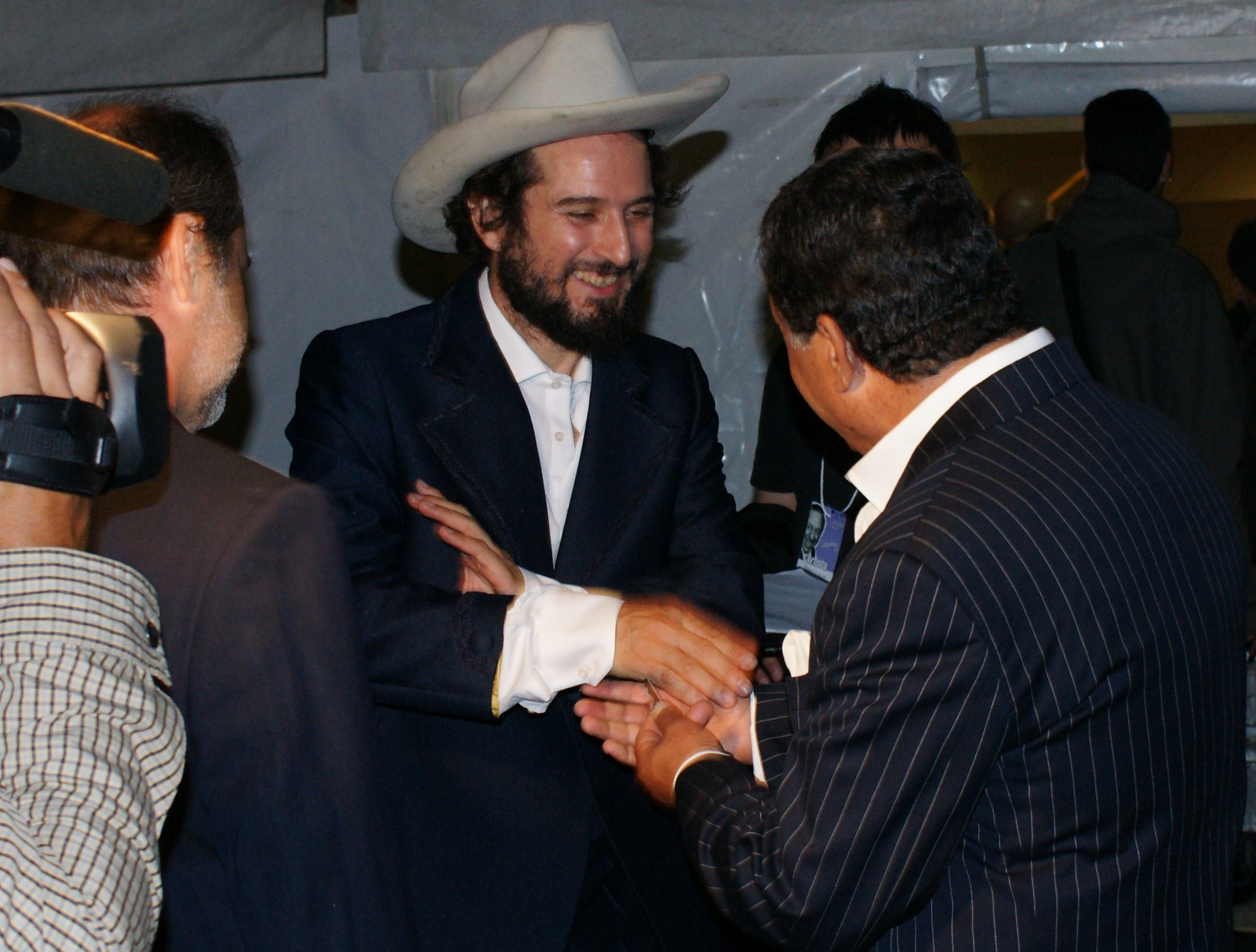
Vinicio Capossela y Mario Trevi (2009).

El 29 de julio de 2009, participa gratuitamente en el concierto por las víctimas del terremoto de Fossa con el notable cabaretista Nduccio. También en el 2009 participa como actor y cantante en la película Dieci inverni (Diez inviernos) de Valerio Mieli, que se presenta en el 66esimo Festival Internacional de Cine de Venecia. El 24 de septiembre de ese año, recibe un premio a la trayectoria de Mario Trevi en la octava edición del Premio Renato Carosone, celebrado en la Arena Flegrea en la Mostra D'Oltremare de Nápoles. También ese mismo año le rinde homenaje Giusy Ferreri, que graba "Con una rosa" en su álbum Fotografie.
En el 2010 participa en las celebraciones de Giorno della Memoria (Día de la Memoria), dando el 27 de enero en Cracovia un concierto homenaje: Suona Rosamunda (título tomado de una canción suya inspirada en "Si esto es un hombre", de Primo Levi) junto al artista visual Gian Maria Tosatti. El 1º de mayo de 2010 participa en el Concerto del Primo Maggio en la plaza San Giovanni en Roma.

## Discografía
- 1990 - All'una e trentacinque circa
- 1991 - Modì
- 1994 - Camera a sud
- 1996 - Il ballo di San Vito
- 1998 - Liveinvolvo
- 2000 - Canzoni a manovella
- 2003 - L'indispensabile
- 2006 - Ovunque proteggi
- 2006 - Nel niente sotto il sole - Grand tour 2006
- 2008 - Da solo
- 2009 - Solo Show Alive
- 2010 - The story-faced man
- 2011 - Marinai, profeti e balene
- 2012 - Rebetiko Gymnastas
- 2016 - Canzoni della Cupa

## Premios
- All'una e trentacinque circa - Targa Tenco, Premio Tenco 1991 a la mejor ópera prima
- Canzoni a manovella - Targa Tenco, Premio Tenco 2001 al mejor álbum
- Ovunque proteggi - Targa Tenco, Premio Tenco 2006 al mejor álbum
- Premio Fernanda Pivano 2007
- Con Lettere di soldati - Premio Amnesty Italia 2009[5]
- Premio Piero Ciampi 2008

## Tributos
- Raccol(i)ta dei Rancorosi - 2007 (con recaudaciones donadas a la African Medical and Research Foundation )
- En el 2007 se graba un álbum tributo a Vinicio Capossela con la participación de dieciocho artistas del ambiente independiente italiano, entre los cuales figuran Bugo, Federico Sirianni y Los NobrainoInformación (enlace roto disponible en Internet Archive; véase el historial, la primera versión y la última).

## Otros trabajos
- 1993 -  Il volo di Volodja (El vuelo de Volodia) - Homenaje a Vladímir Vysotski
- 1999 - La notte del Dio che balla (La noche del Dios que baila) - Recopilación de varios autores
- 2004 - Radiocapitolazioni (Radiocapitulaciones) - 14 Relatos Radiales para Radio3

### Libros de Vinicio Capossela
- Vinicio Capossela, Non si muore tutte le mattine, ISBN 88-07-01647-8, Feltrinelli (2004)
- Vinicio Capossela, Vincenzo Costantino Cinaski In clandestinità, ISBN 978-88-07-01785-8, Feltrinelli (2009)
- Vinicio Capossela, "Tefteri, il libro dei conti in sospeso", Il Saggiatore (2013)
- Vinicio Capossela, "Il paese dei Coppolini", Feltrinelli (2015)

### Libros sobre Vinicio Capossela
- Gildo De Stefano, Vinicio Capossela, Lombardi Editore, Milano 1993 ISBN 88-7799-028-7
- Elisabetta Cucco, Vinicio Capossela. Rabdomante senza requie, ISBN 88-86784-31-7, Auditorium (2005)
- Federico Guglielmi. Voci d'autore. La canzone italiana si racconta. Arcana, 2006. ISBN 88-7966-416-6
- Vincenzo Mollica, Niente canzoni d'amore + DVD Parole e canzoni, ISBN 88-06-18668-X, Einaudi (2006)
- Massimo Padalino. Il ballo di San Vinicio. Arcana, 2009. ISBN 978-88-6231-083-3.